# Alexa Károly
Alexa Károly (Radstadt, 1945. június 16. –) József Attila-díjas magyar irodalom- és művelődéstörténész, kritikus, író, közíró, egyetemi oktató. A Magyar Demokrata Fórum egyik alapítója. A Sánta Kutya díj bizottsági tagja.

## Életpályája
Szülei Alexa István és Kundlák Ilona. Örmény felmenőkkel rendelkezik Gajzágó ágon. 1959-1963 között a budapesti Vörösmarty Mihály Gimnáziumban tanult. 1963-1968 között Eötvös-kollegistaként az ELTE Bölcsészettudományi Kar magyar-történelem szakos hallgatója volt. 1968-1970 között szakmunkástanuló iskolában oktatott. 1970-1993 között az ELTE BTK régi, illetve a XIX. századi magyar irodalomtörténet tanszékén oktatott, 1978-tól adjunktus volt. 1973-1975 között a Magyar Hírlap kulturális rovatvezetője volt. 1975-1977 között a Kortárs című folyóirat kritikai rovatvezetője volt. 1978-1983 között a Mozgó Világ főszerkesztő-helyettese volt. 1986-ban kilépett a Magyar Szocialista Munkáspártból. 1988-1992 között a Hitel főszerkesztő-helyettese volt. 1991-1992 között a Heti Magyarország főszerkesztő-helyetteseként, 1992-1993 között főszerkesztőjeként dolgozott. 1993-1996 között a Magyar Távirati Iroda vezérigazgatója, 1998-2001 között a Magyar Televízió Hírtanácsának elnöke, 2000-2004 között a Pázmány Péter Katolikus Egyetem oktatója volt. 2004 óta az Életünk igazgató-főszerkesztője, 2015 óta a Helyem Házam Palotám folyóirat szerkesztőbizottságának tagja.
Alexa Károly a hetvenes évek elejétől a Kortárs című folyóirat versrovatának vezetőjeként a korszak legjelesebbjeinek, nagy öregjeinek (Weöres Sándor, Illyés Gyula, Pilinszky János) a kézirataival is foglalkozott.
A nyolcvanas években a Mozgó Világ szerkesztőségébe átkerülve a korszak izgalmas és pezsgő irodalmi életének részese lett. A Mozgó Világban több tanulmányt publikált Hajnóczy Péter írásairól.
Irodalomszemlélete sosem volt egyoldalú. Amellett, hogy elismeri, hogy az ún. prózafordulat szerzőinek – leginkább is Esterházy Péternek – az írásai korszaknyitó művek voltak a maguk idejében, nagyra becsüli a más irodalmi vonalat képviselő Tar Sándor és Szilágyi István munkásságát is.
Nádas Péter műveinek szintén értő elemzője.
Alexa Károly sokat tett Hamvas Bélának, a magyar irodalom immáron kultikus rangra emelkedett szerzőjének az elismertetéséért. (Már az 1960-as években az Életünk folyóiratban közölt Hamvas-írásokat, ami akkor bátor tettnek számított.)
Irodalomtörténészként Mikszáth Kálmán írói világában mélyedt el leginkább, s tett érvényes megállapításokat Mikszáth prózájáról. Rámutatott, hogy Mikszáth legjellemzőbb művei: a nemesi középosztály értékvesztését és lecsúszását bemutató regények egyszerre állnak az adomázó mesélés és a kíméletlen létkritika jegyében.
Életművéből kiemelést érdemel A magyar polgár és a magyar író című kötet. Ez a nagyívű esszé a magyar polgárság kialakulásának zsákutcás történetét elemzi; a kezdetektől, a felvilágosodás polgáreszményétől egészen napjainkig. Eötvös József irányregényeitől, Eötvös Károly munkásságán, a századvég-századelő klasszikus polgárirodalmán, Krúdy Gyulán és Márai Sándoron át tárgyalja a legértékesebb írói teljesítményeket.
A 2010-es évektől kezdve érdeklődése a művelődéstörténet felé fordult: azok a „kódok” érdeklik, amelyek a magyar nemzeti karaktert alakítják. Legutóbbi esszékötete Koldusállás címmel számol be elért eredményeiről.
Ízléspreferenciájáról hű képet ad, hogy amikor a Korunk folyóirat körkérdést intézett mintegy száz költőhöz, irodalomtörténészhez, kritikushoz, amelyben arra kérte őket, hogy nevezzék meg az általuk legszebbnek tartott tíz XX. századi magyar verset, Alexa Károly e versekre adta le voksát:
1. Ady Endre: A Szerelem eposzából
2. Babits Mihály: Psychoanalysis Christiana
3. Kosztolányi Dezső: Hajnali részegség
4. Szabó Lőrinc: Mézpergetés (Tücsökzene, 139.)
5. Dsida Jenő: Psalmus Hungaricus
6. József Attila: Tudod, hogy nincs bocsánat
7. Illyés Gyula: Egy mondat a zsarnokságról
8. Weöres Sándor: Valse triste
9. Pilinszky János: Sztavrogin elköszön
10. Veress Miklós: A CLIII zsoltár

## Művei
- Isten tenyerén ülünk. Fiatal költők antológiája; vál. és összeáll. Alexa Károly, Tárnok Zoltán; Magvető, Bp., 1980
- "Tagjai vagyunk egymásnak". A Tarzuszi szavaival köszöntik a hetvenéves Mészöly Miklóst barátai; szerk. Alexa Károly és Szörényi László;
- Szépirodalmi–Európa Alapítvány, Bp., 1992
- A Landeszmann-dosszié. A Heti Magyarország könyve; szerk. Alexa Károly et al.; Hírlapkiadó Vállalat, Bp., 1993
- Magyar zsoltár I-II.; vál., szerk. Alexa Károly; Kortárs, Bp., 1994
- Eleitől fogva. Tanulmányok, esszék; Kortárs, Bp., 1996
- A szerecsen komornyik. Művek, életművek; Kortárs, Bp., 1999
- Ugyanazon gyuradékból. Kortárs Könyv-jelző, 1998-2000; Kortárs, Bp., 2000
- Jászság. Tájak, korok, emberek. Land and people. Landschaft und Leute; fotók Korniss Péter, szöveg Alexa Károly; A Jászságért Alapítvány–Magyar Könyvklub, 2001
- Kertünk Istennel határos. Gozsdu Elek és Weisz Anna levelezése, 1906-1915; szerk. Pongrácz P. Mária és Alexa Károly; Kortárs, Bp., 2001
- Mikszáth Kálmán: Fény- és árnyképek; vál., szerk., bev. Alexa Károly; TTFK–Kortárs, Bp., 2002 (Magyar néző)
- A magyar polgár – és a magyar író. Álmok, tények, rögeszmék; Kortárs, Bp., 2003
- Polgárosodás és irodalom; szerk. Alexa Károly; Kölcsey Intézet, Bp., 2003 (Kölcsey füzetek, 3.)
- Quodlibet; Kortárs, Bp., 2004
- Édesanyámnak; B.K.L., Szombathely, 2005 (Ajándék könyvecske)
- Életünk és irodalmunk; Kortárs, Bp., 2006 (Kortárs kritika)
- Jézus mosolya; Cz Simon, Bp., 2007
- Hírnapló; Cz Simon, Bp., 2009
- Távol az Araráttól... A magyarörmény irodalom; vál., szerk., bev. Alexa Károly; Erdélyi Örmény Gyökerek Kulturális Egyesület, Bp., 2014 (Erdélyi örmény múzeum, 20.)
- Bujdosó mondatok; Antológia, Lakitelek, 2015
- Magyar látóhatár. Borbándi Gyula (1919-2014) emlékkönyv; szerk. Alexa Károly; Antológia, Lakitelek, 2015 (Retörki könyvek, 9.)
- Koldusállás. Esszék, tárcák, beszélyek; Kortárs, Bp., 2018 (Kortárs tárca)

## Díjai, kitüntetései
- Kortárs-díj (1999)
- Az Év Könyve-díj (2000)
- A hévízi Csokonai Vitéz Mihály Társaság Csokonai-díja (2000)
- Rát Mátyás-díj (2007)
- József Attila-díj (2008)
- Bertha Bulcsu-emlékdíj (2009)
- A Magyar Érdemrend tisztikeresztje (2015)[15][16]
- Táncsics Mihály-díj (2019)
- Príma díj (2019)
- A Magyar Érdemrend parancsnoki keresztje (2025)